# 維尼塔鎮區 (堪薩斯州金曼縣)
維尼塔鎮區（英語：Vinita Township）為美國堪薩斯州金曼縣轄下的鎮區。2010年美国人口普查中此鎮區人口有253人。

## 地理
維尼塔鎮區涵蓋總面積為91.5平方（35.31平方英里），其中陸地面積為90.9平方（35.11平方英里），水域面積為0.52平方（0.20平方英里）或0.57%。海拔高度424（1,391英尺）。

## 人口統計
根據2010年美國人口普查，維尼塔鎮區人口有253人，其中男性有126人，女性有127人，人口密度為每平方公里2.77人，住房計105戶。鎮區內的白人有245人，非裔美國人有0人，美洲原住民有2人，亞裔美國人有0人，太平洋島裔美國人有0人，其他種族有0人，混血種族則有6人。此外鎮區內有3人為西班牙裔或拉丁裔美國人。此鎮區之年齡中位數為41.1歲，而男性年齡中位數為41.5歲，女性年齡中位數為41.1歲。